# Feedback (album de Jurassic 5)
Pour les articles homonymes, voir Feedback.
Albums de Jurassic 5
Power in Numbers
(2002)
Singles
1. Red Hot
Sortie : 9 septembre 2005
2. Canto De Ossanha
Sortie : 24 mars 2006
3. Work It Out
Sortie : 11 juillet 2006

Feedback est le quatrième album studio de Jurassic 5, sorti le 8 octobre 2002.
L'album s'est classé 12e au Top R&B/Hip-Hop Albums et 15e au Billboard 200.

## Liste des titres
| No  | Titre                                 | Contient un (des) sample(s) de                                                                 | Durée |
| --- | ------------------------------------- | ---------------------------------------------------------------------------------------------- | ----- |
| 1.  | Back 4 U                              | Beat Box (Diversion One) d'Art of Noise                                                        | 3:16  |
| 2.  | Radio                                 | Stoop Rap de Double Trouble On the Radio du Crash Crew It Takes Two de Rob Base et DJ E-Z Rock | 3:51  |
| 3.  | Brown Girl (featuring Brick & Lace)   | There's a Brown Girl in the Ring de Lord Invader                                               | 3:44  |
| 4.  | Gotta Understand                      | Mr. Welfare Man de Curtis Mayfield                                                             | 3:47  |
| 5.  | In the House                          | Last Night a DJ Saved My Life d'Indeep Shine Your Light des Graingers                          | 4:54  |
| 6.  | Baby Please                           | Love and Happiness d'Al Green                                                                  | 3:26  |
| 7.  | Work It Out (featuring Dave Matthews) | Hihache du Lafayette Afro Rock Band                                                            | 3:51  |
| 8.  | Where We at (featuring Mos Def)       |                                                                                                | 3:00  |
| 9.  | Get It Together                       |                                                                                                | 3:33  |
| 10. | Future Sound                          | One de Three Dog Night Don't See Us des Roots featuring Dice Raw                               | 3:12  |
| 11. | J Resume (Skit)                       |                                                                                                | 0:38  |
| 12. | Red Hot                               | Nervous Like Me des Dap-Kings                                                                  | 3:43  |
| 13. | Turn It Out                           |                                                                                                | 3:17  |
| 14. | End Up Like This                      | Just to Keep You Satisfied de Marvin Gaye                                                      | 3:57  |
| 15. | Canto De Ossanha (Instrumental)       | Canto De Ossanha de Dorothy Ashby                                                              | 4:19  |

| 16. | A Day at the Races (Live at Brixton Academy) | 3:22 |